# Ralf Nürnberger
Ralf Nürnberger (* 23. März 1952 in Berlin) ist ein deutscher Regisseur, Bühnenbildner und Übersetzer.

## Leben
Nürnberger besuchte 6 Jahre die Grundschule und anschließend die Realschule, wo er 1968 seinen Abschluss machte. Anschließend begann er eine Maschinenschlosserlehre bei Borsig in Berlin. Diese beendete er 1971. Nach Abschluss der Maschinenschlosserlehre begann Ralf Nürnberger als Bühnentechniker an der Schaubühne am Halleschen Ufer in Berlin. Dort traf er dann auch seine Entscheidung Regisseur zu werden.
1978 wurde er Regieassistent im Schauspiel Bremen bei Frank-Patrick Steckel. Dort entstanden auch seine ersten Schauspielinszenierungen. Unter anderem eine eigene Bearbeitung des Märchens Die Schöne und das Tier sowie Schneewittchen.
Ab 1981 inszenierte er als freier Schauspielregisseur unter anderem an den Theatern in Wuppertal, Düsseldorf, Kiel, für das er eine eigene Bearbeitung des Romans Momo von Michael Ende schrieb, Heilbronn, Braunschweig, Berlin, Ulm und Heidelberg.
1989 wechselte er nach und nach zum Musiktheater. Seine erste Musiktheaterinszenierung war Der Leuchtturm von Peter Maxwell Davies in Gießen, wo er auch Halka von Stanisław Moniuszko realisierte. Weitere Inszenierungen ab dieser Zeit waren My Fair Lady, Der Liebestrank und Boccaccio in Innsbruck, Das Land des Lächelns in Bremen, Ariadne auf Naxos in Dortmund, Die schöne Helena und Ottone bei den Händelfestspielen am Staatstheater in Karlsruhe. Zwischen diesen Musiktheaterinszenierungen arbeitete er aber auch weiterhin im Schauspiel. 1995 wurde seine Tochter Lea geboren.
1997 nahm er eine feste Stelle als Oberspielleiter an der Staatsoperette Dresden an, die er bis 2003 innehatte. 1998 heiratete er Renate Gramlich.
Während der Zeit in Dresden inszenierte er dort Operetten, Musicals und Spielopern, wie zum Beispiel den Barbier von Sevilla und Martha.
Außerdem hatte er verschiedene Gastinszenierungen am Theater Dortmund, wo er die deutsche Erstaufführung von The Silver Tassie von Mark-Anthony Turnage unter dem Titel Der Cup auf die Bühne brachte, sowie am Badischen Staatstheater in Karlsruhe, an der Oper Leipzig und der Deutschen Oper Berlin. Bei vielen der Inszenierungen entwarf er auch das Bühnenbild.
Seit 2003 inszeniert er unter anderem an der Oper Leipzig (2003/2004 die deutsche Uraufführung der Oper Flight von Jonathan Dove und 2004/2005 Die Zauberflöte), in der Musikalischen Komödie Leipzig (2003/2004 Martha von Friedrich von Flotow und 2006/2007 Blaubart von Jacques Offenbach), an der Oper Chemnitz (2007/2008 Carmen von Georges Bizet und 2008/2009 Il templario von Otto Nicolai), am Volkstheater Rostock (2008 das Musical Dracula von Karel Svoboda), sowie mit Bühnenbild am Theater St. Gallen (2004/2005 Der Vetter aus Dingsda  von Eduard Künneke), am Theater Dortmund (Das Land des Lächelns, 2005) in Bremerhaven (Die Csárdásfürstin von Emmerich Kálmán, 2010) und am Staatstheater Cottbus (Aida, 2011). Weitere Produktionen waren Im weißen Rößl (Januar 2012), Rusalka (Mai 2012), Der Bettelstudent (Eröffnungsinszenierung der Seefestspiele Mörbisch im Juli 2013) und Die Fledermaus am Staatstheater Saarbrücken (Dezember 2013).
2015 erschien sein erster Roman, Canaletto – seine Jahre in Dresden. 2018 erschien sein zweiter Roman, Der Altar, ein Roman über die Ausgrabungs- und Ausstellungsgeschichte des Berliner Pergamonaltars.